# Silla Acapulco

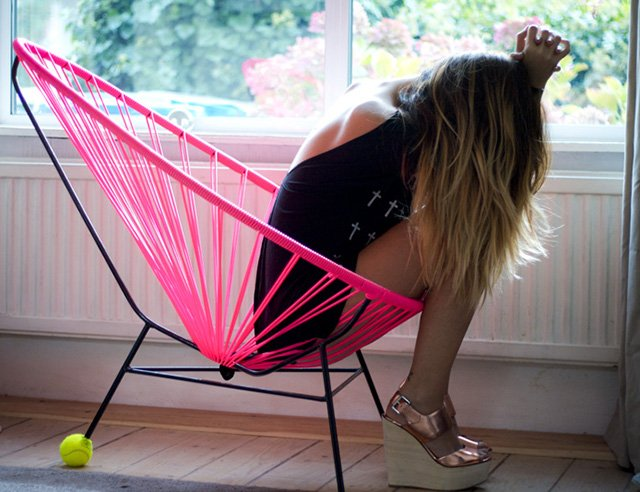
Silla Acapulco de color rosa mexicano

La silla Acapulco es un diseño de silla popularizada en la villa costera de Acapulco, México, en los años 1950, del autor, si bien diversas versiones atribuyen su creación a figuras como Don José Cortés y J. Amador Saldívar García, no existe documentación oficial que confirme con certeza quién fue su inventor original.  A finales de la década, el Resort Pacífico Acapulco incorporó la silla en su mobiliario y fue a partir de entonces que comenzaría a popularizarse, hasta convertirse en un icono del diseño mexicano, como se le reconoce hoy en día. El diseño no posee derechos de autor, puesto que se desconoce su inventor; no hay fabricante oficial ni tampoco planos originales. Gracias a ello, de la silla Acapulco han derivado muchas versiones (sillones, mecedoras, etc.). En Europa, se la puede encontrar como «silla Ibiza».

## Historia
Una teoría sobre su origen cuenta que un turista francés fabricó una silla con las cuerdas de una hamaca tradicional maya para que tuviese una tapicería ligera y fresca y así evitar el calor tropical acapulqueño. Otras historias hablan de que el turista era neerlandés, o que era un diseñador, o que fueron dos. Sea como sea, en los años 50 ya era popular verla en las terrazas de la ciudad. También se dice que en esta silla tomaron el sol diversas celebridades de Hollywood, cantantes y políticos importantes estadounidenses, pero no se han encontrado fotos u otros registros que den prueba de ello. Lo que sí parece más certero es su inspiración en las técnicas de trenzado mayas (k'áan). Originalmente se tejía a mano con polietileno o nailon pero posteriormente se pasó a materiales más resistente al peso y al sol, como el ratán sintético o el PVC.
Según la diseñadora Cecilia León de la Barra, fueron ella y su estudio-tienda Mob quienes comenzaron a llamarla «silla Acapulco» durante una investigación sobre sus orígenes en el año 2000: «Cuando viajaba por Oaxaca y Mérida la llamaban concha o sillón. Nosotros empezamos a decirle 'tipo Acapulco'. Se lo pusimos sin querer». Algunos acapulqueños la llamaban coloquialmente a la silla «alacrán».
La silla ha sido expuesta en el MoMA de Nueva York, en el Pompidou de París y en el Metropolitano de Tokio. Hoy en día se puede encontrar en patios y jardines de todo México.

## Diseño
Esta silla consta de dos partes o materiales: una estructura y la «tapicería» que en realidad es una cuerda de ratán, PVC o vinilo. La estructura es fija, formada por finos tubos de acero recubiertos con pintura negra mate apta para exteriores. Sus tres patas (dos delanteras y una trasera) están unidas por un travesaño. El larguero se forma en una figura ovoide (a veces más redonda, a veces más con forma de pera) de aproximadamente 70-80 cm en su parte más ancha, en cuyo centro se ubica una circunferencia en la que se unen las tres patas. Entre el larguero y la circunferencia se ata la cuerda de forma radial para crear un «tejido» que hace las veces de respaldo y asiento. La inclinación del asiento es de 1-0.8 m.
En total, la silla mide unos 90 cm de alto, aunque sus medidas varían mucho dependiendo del fabricante, ya que no hay planos originales que marquen la pauta. Sus materiales la hacen ideal como silla de exterior y es altamente resistente: soporta caídas y pesos de más de 100 kg.

Silla Acapulco en el mundo
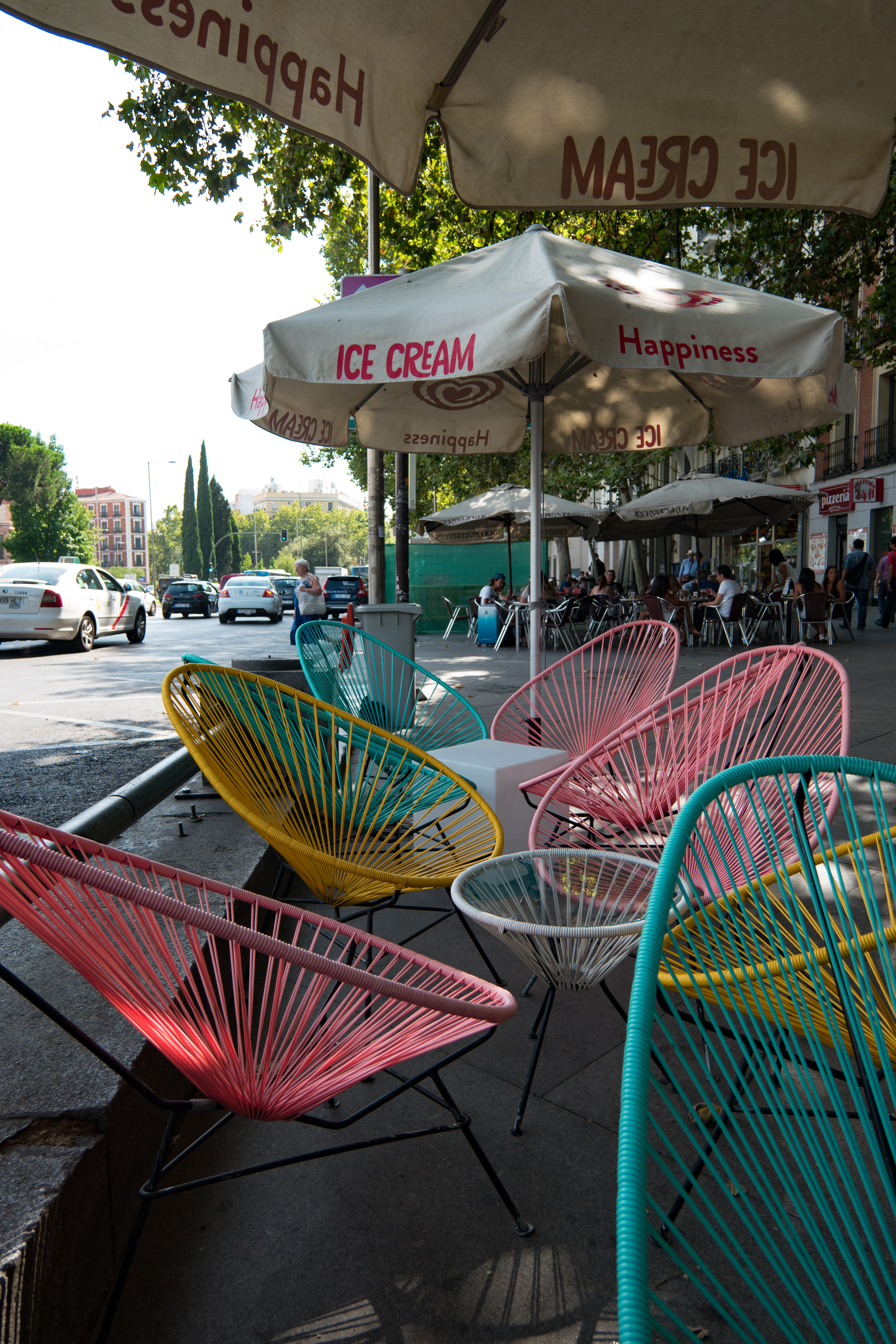
en una heladería de Madrid, España
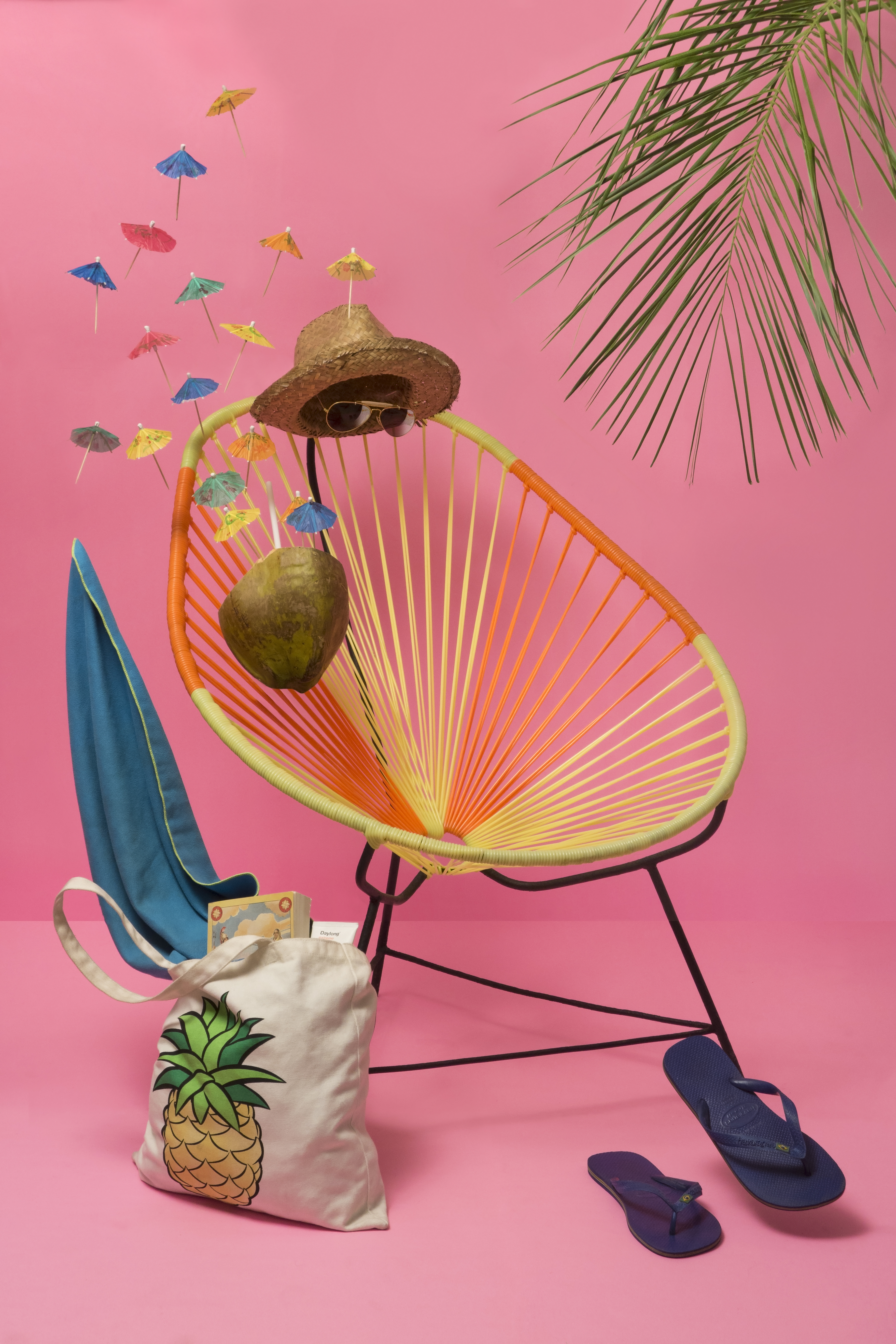
Escena vacacional con silla Acapulco
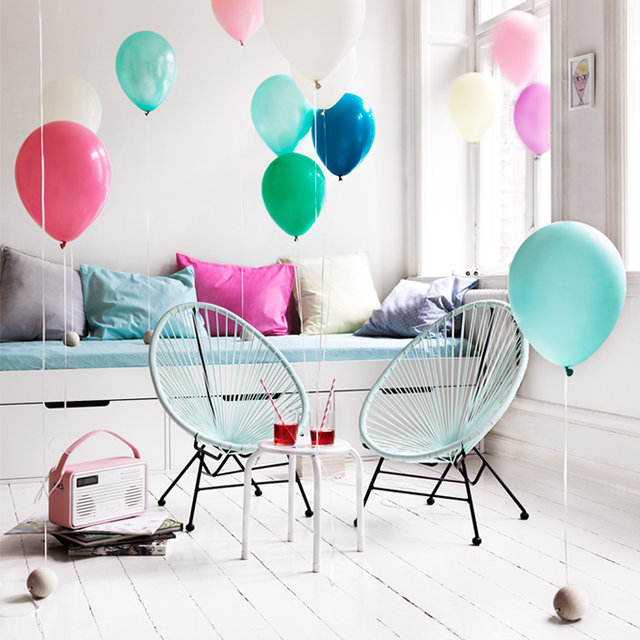
Sillas Acapulco infantiles
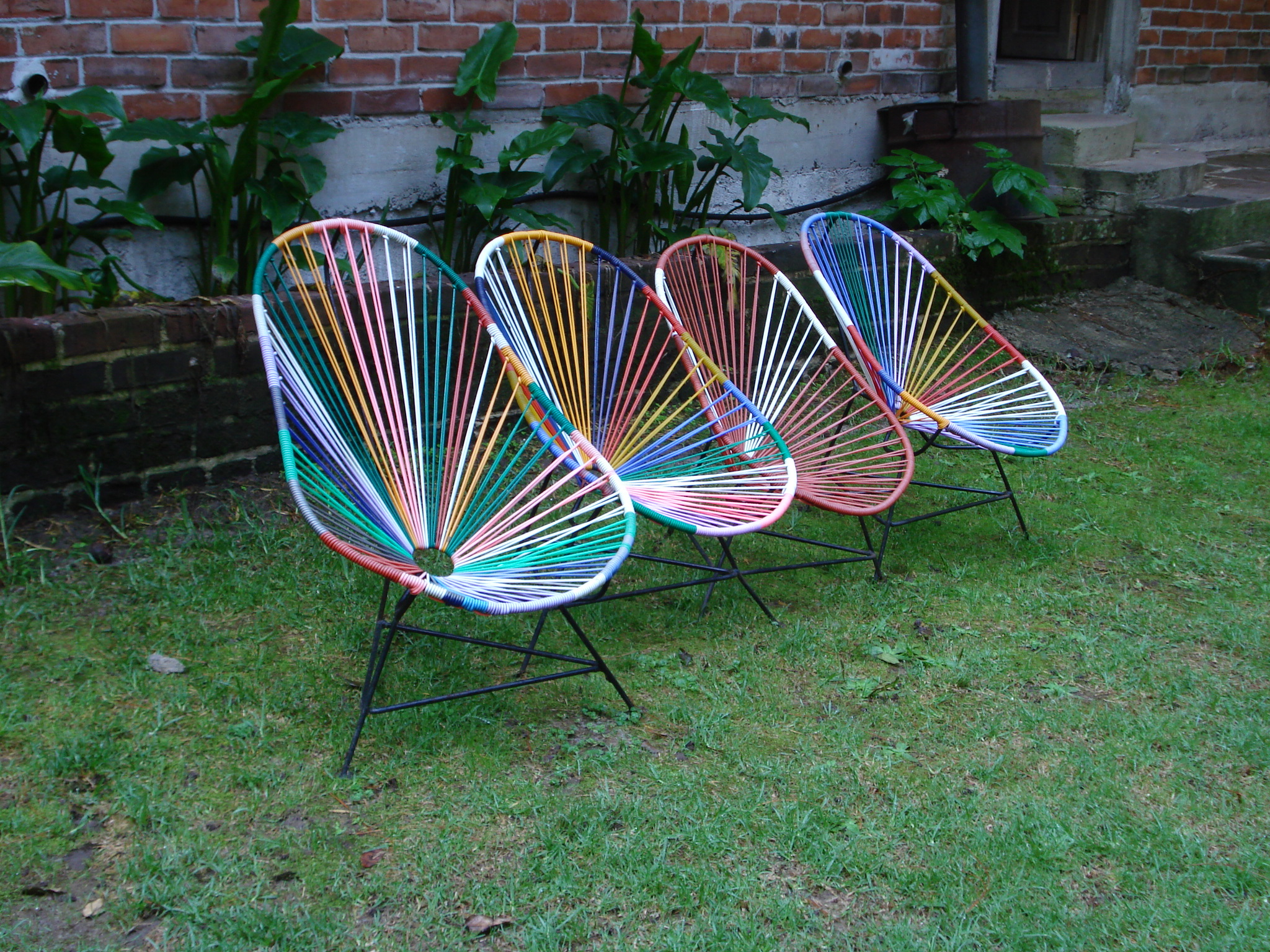
Sillas Acapulco en Holanda
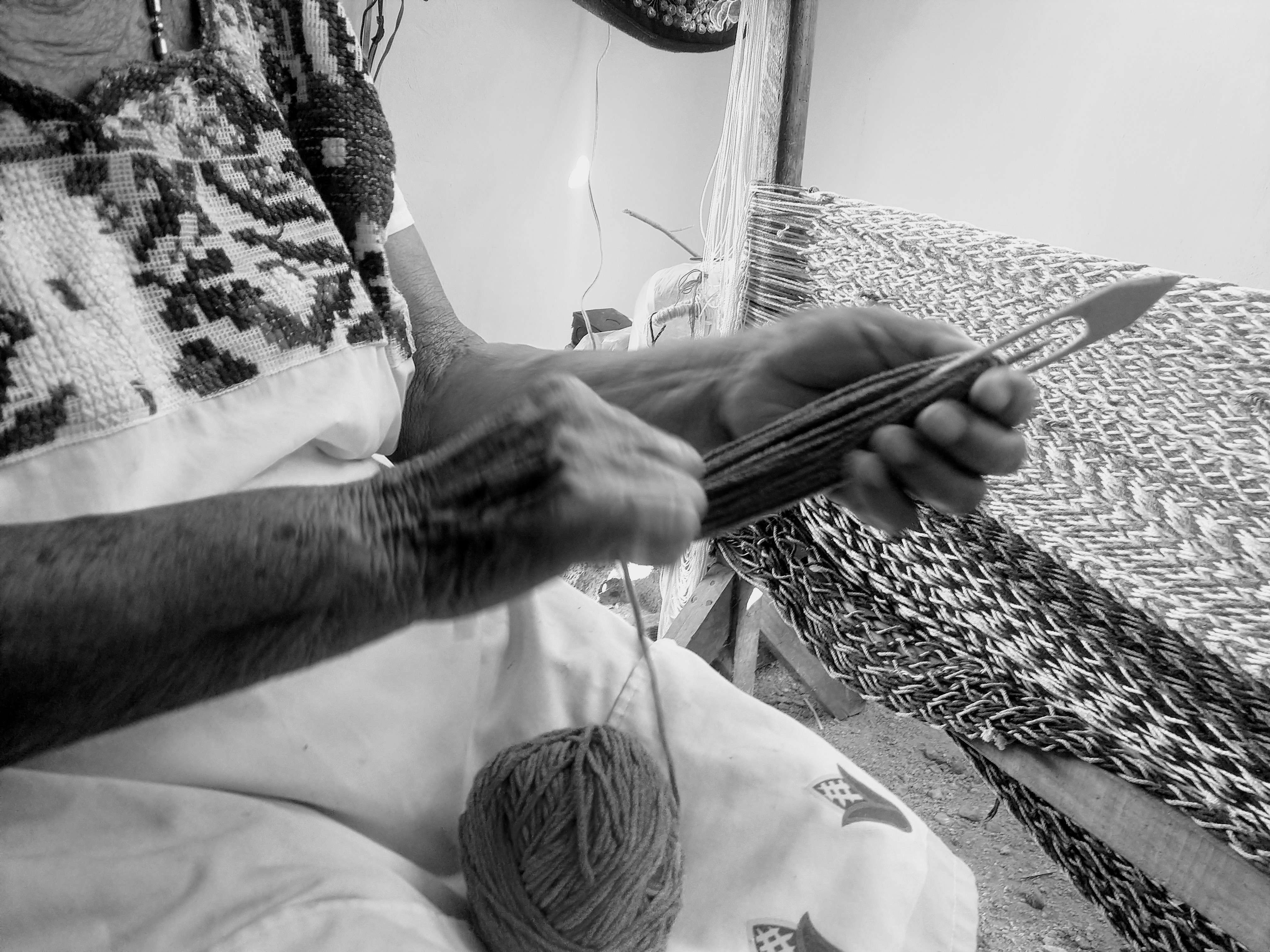
Mujer maya tejiendo una hamaca (k'áan), posible inspiración para el diseño de la silla Acapulco